# Cissura parallela
Cissura parallela là một loài bướm đêm thuộc phân họ Arctiinae, họ Erebidae.